# لاري بارنز
لاري بارنز (بالإنجليزية: Larry Barnes)‏ هو لاعب كرة قاعدة أمريكي، ولد في 23 يوليو 1974 في كاليفورنيا في الولايات المتحدة.

## وصلات خارجية
- لاري بارنز على موقع دوري كرة القاعدة الرئيسي (الإنجليزية)
- لاري بارنز على موقع الدوري الياباني لكرة القاعدة (الإنجليزية)
- لاري بارنز على موقعبيزبول رفرنس.كوم (الدوري الرئيسي) (الإنجليزية)
- لاري بارنز على موقعبيزبول رفرنس.كوم (الدوري الثانوي) (الإنجليزية)
- لاري بارنز على موقع إي إس بي إن.كوم (أم.أل.بي) (الإنجليزية)
- لاري بارنز على موقع مشجعي الرسوم البيانية (الإنجليزية)